# 扎博洛京齊
50°40′35″N 25°38′39″E / 50.67639°N 25.64417°E
扎博洛京齊（烏克蘭語：Заболотинці），是烏克蘭西北部的村莊，隸屬里夫內州的杜布諾區。該村始建於1871年，面積5.71平方公里，海拔高度215米，2001年人口191，人口密度每平方公里33.5人。